# Jesús Conill
Jesús Marcial Conill Sancho (13 de octubre de 1952) es un profesor y filósofo español. Es catedrático de filosofía moral y política en la Universidad de Valencia y patrono fundador de la Fundación Étnor para la ética de los negocios y las organizaciones con sede en Valencia. Galardonado con el Premio Luis Guarner en 2020.

## Biografía
Realizó sus estudios en la Universidad de Valencia y en la Universidad de Múnich. Llevó a cabo su ampliación de estudios e investigación en el Servicio Alemán de Intercambio Académico en Múnich y ha desarrolló diversos proyectos de investigación en las Universidades de Bonn, Frankfurt a.M., San Galo y Notre Dame.
Es miembro del seminario de investigación Xavier Zubiri. En abril de 2021 se le concedió el Premio Lluís Guarner en su edición 2020 por «su contribución en la construcción de una sociedad en la que la ética sea un elemento esencial» y que otorga el Patronato Lluís Guarner de la Generalidad Valenciana. Sus aportaciones se han centrado en el campo de la filosofía moral.
Está casado con la también filósofa y catedrática de la Universidad de Valencia, Adela Cortina.

## Obras
- Nietzsche frente a Habermas. Genealogías de la razón. Madrid: Tecnos, 2021.
- Intimidad corporal y persona humana. De Nietzsche a Ortega y Zubiri. Madrid: Tecnos, 2019.
- Ética Hermenéutica. Crítica desde la facticidad. Madrid: Tecnos, 2006.
- Ética de los medios. Una apuesta por la ciudadanía audiovisual. Barcelona: Gedisa, 2004.
- Horizontes de economía ética. Aristóteles, Adam Smith, Amartya Sen. Madrid: Tecnos, 2004.
- El poder de la mentira. Nietzsche y la política de la transvaloración. Madrid: Tecnos, 1997.
- El crepúsculo de la Metafísica. Barcelona: Anthropos, 1988.
- El tiempo en la filosofía de Aristóteles. Un estudio dedicado especialmente al análisis del Tratado del Tiempo (Física IV, 10-14). Valencia: Facultad de Teología San Vicente Ferrer, 1981.